# زاوية سيدي علي عزوز
زاوية سيدي علي عزوز هي زاوية من زوايا مدينة تونس العتيقة، كانت مخصّصة لإقامة طقوس الطريقة العزّوزية

## الموقع
تقع الزّاوية بنهج  سيدي علي عزوز عدد 7 (عدد).

## التّسمية
سُمّيت بذلك نسبة إلى  الولي الصالح أبو الحسن علي بن محمّد بن عزّوز.

## التّاريخ
تمّ تشييد هذه الزاوية من قبل سيدي علي عزوز، الذي وُلد بمدينة فاس بالمغرب و توفّي بمدينة زغوان بتونس سنة 1120 هجري الموافق لسنة 1710 ميلادي. يوجد بالزّاوية قبور البعض من أتباع الطّريقة العزّوزيّة منهم قبر الأمير المغربي مسلمة بن محمد الذي دُفن فيها سنة 1250 هجري الموافق لسنة 1834 ميلادي.

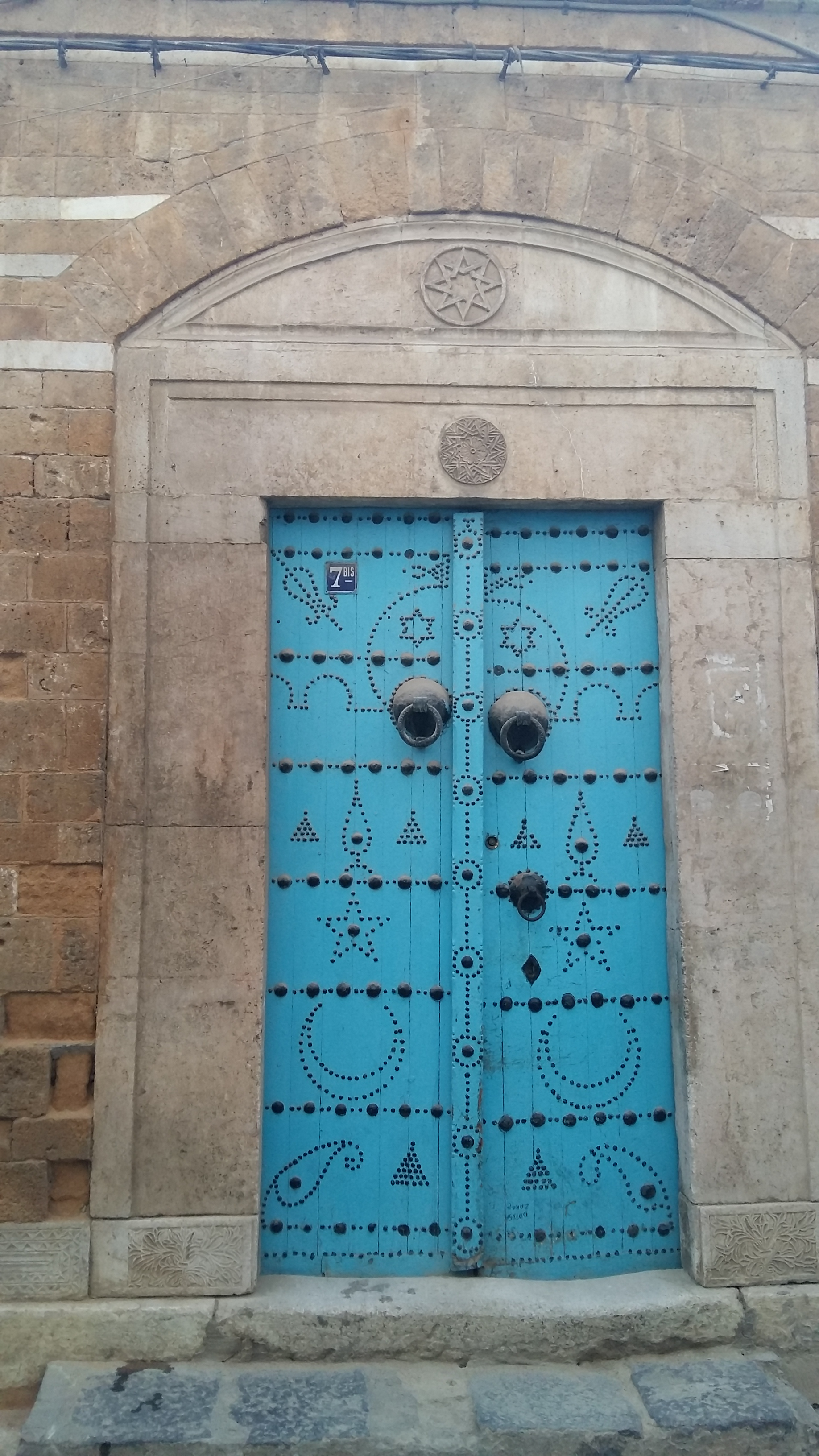
زاوي سيدي علي عزوز